# Natalia Leśniak
Natalia Leśniak (Sucha Beskidzka, 10 de julio de 1991) es una deportista polaca que compitió en tiro con arco, en la modalidad de arco recurvo.
Ganó tres medallas en el Campeonato Mundial de Tiro con Arco en Sala, en los años 2014 y 2016, dos medallas en el Campeonato Europeo de Tiro con Arco al Aire Libre de 2014 y una medalla de oro en el Campeonato Europeo de Tiro con Arco en Sala de 2017.

## Palmarés internacional
| Campeonato Mundial en Sala       | Campeonato Mundial en Sala | Campeonato Mundial en Sala | Campeonato Mundial en Sala |
| Año                              | Lugar                      | Medalla                    | Prueba                     |
| -------------------------------- | -------------------------- | -------------------------- | -------------------------- |
| 2014                             | Nimes (Francia)            | Medalla de bronce          | Equipo                     |
| 2016                             | Ankara (Turquía)           | Medalla de plata           | Individual                 |
| 2016                             | Ankara (Turquía)           | Medalla de plata           | Equipo                     |
| Campeonato Europeo al Aire Libre |                            |                            |                            |
| Año                              | Lugar                      | Medalla                    | Prueba                     |
| 2014                             | Echmiadzin (Armenia)       | Medalla de plata           | Individual                 |
| 2014                             | Echmiadzin (Armenia)       | Medalla de bronce          | Equipo                     |
| Campeonato Europeo en Sala       |                            |                            |                            |
| Año                              | Lugar                      | Medalla                    | Prueba                     |
| 2017                             | Vittel (Francia)           | Medalla de oro             | Equipo                     |